# Mohamed Larbi Ben Sellam
Mohamed Larbi Ben Sellam, alias Abu Zubair, (Tánger, 1977) es un terrorista marroquí.
En relación con los atentados del 11 de marzo de 2004 en Madrid, se ordenó su busca y captura cuando se hallaron sus huellas en el piso de los suicidas de Leganés. Fue detenido el 15 de junio de 2005 dentro de la denominada Operación Sello. 
Año y medio antes de los atentados la Policía Nacional de España lo consideraba un miembro del Movimiento Salafista de la Yihad Combatiente. Se le relacionaba con el entorno radical islamista, y con el envío de muyahidines a Irak con el objeto de que se suicidasen cometiendo atentados.
En el juicio por los atentados de Madrid en la Audiencia Nacional se declaró inocente, y la Fiscalía pidió 27 años de prisión por los delitos de pertenencia a organización terrorista, y conspiración para el homicidio terrorista. El juicio quedó visto para sentencia el 2 de julio de 2007, que se hizo pública el 31 de octubre de 2007 y Larbi Ben Sellam fue declarado culpable de pertenencia a banda terrorista y condenado a 12 años de prisión. La sentencia fue revisada por el Tribunal Supremo el 17 de julio de 2008, que redujo la pena a 9 años de cárcel, por considerar que la que le había sido impuesta por la Audiencia era para un grado más elevado de pertenencia a organización terrorista.
Salió en libertad en febrero de 2014, después de cumplir la condena, y en aplicación del artículo 57 de la  Ley de Extranjería fue expulsado a Marruecos.